# اوسترازیا
اوسترازیا(به آلمانی:Austrasien؛ به فرانسوی:Austrasie) نام بخش شمال شرقی سرزمین فرانک‌های مروونژی بود. بخش دیگر نوستریا نام داشت. این سرزمین دربرگیرنده بخش خاوری فرانسه کنونی، آلمان باختری، بلژیک و هلند بود. این مرزبندی پس از مرگ کلوویس یکم در سال ۵۱۱ (میلادی) شکل گرفت.